# Еротичні ночі живих мерців
Еротичні ночі живих мерців (італ. Le notti erotiche dei morti viventi) — італійський еротичний фільм жахів 1980 року, знятий Джо Д'Амато, сценаристом і режисером. Картина отримала змішані чи негативні відгуки. Фільм знімали в Санто-Домінго та його околицях.

## Сюжет
Під час свого другого візиту до Домініканської Республіки Джон Вілсон, забудовник землі для іноземної компанії, яка планує побудувати готель, орендує в уряду тропічний острів під назвою «Котячий», який, навіть не підозрюючи, несе в собі прокляття вуду. Він планує поїхати туди, щоб обстежити землю. Вночі у своєму готельному номері він займається сексом з двома повіями, яких він відлякує, згадуючи назву Котячий острів. У залі він зустрічає Фіону, світську левицю, яка, як вона розповідає йому, щойно покинула свого літнього коханця та його яхту. Він робить їй кунілінгус.
Морський капітан Ларрі О'Гара проводить ту саму ніч на своїй шхуні, займаючись сексом з Ліз, власницею місцевого нічного клубу. Коли вони вже збираються йти, Ларрі О'Uара знаходить труп у воді, неподалік від причалу, до якого він зазвичай під'їжджає на своєму човні. У нього складається враження, що труп насправді ще живий, оскільки він відчуває його рух, але, переконавшись у його смерті, він викликає швидку допомогу. Доставлений до лікарні, nheg проходить розтин, але раптово прокидається, перетворений на зомбі, і через кілька хвилин варварськи вбиває лікаря.
Вночі в порожньому нічному клубі Ліз виходить на сцену і танцює для О'Гари, відкорковуючи вагіною пляшку шампанського. У своїй кімнаті з Фіоною Вілсон раптом відчуває чиюсь невидиму присутність. Це Луна, яка сидить на острівному цвинтарі і встановлює з ним контакт, дряпаючи руку, доки не з'являється зелена кров. О'ГХара помічає чорного кота в нічному клубі, який шипить і йде геть.
Наступного дня архітектор, який не сприймає легенду про проклятий осрів всерйоз, вирушає на нього разом зі своєю подругою Фіоною та Ларрі в ролі провідника. Опинившись на острові, троє виявляють, що він не безлюдний. Насправді там живуть старий шаман і його онука Луна, які закликають трьох негайно покинути острів, оскільки він є домом для зомбі мертвих тубільців. Але вони, байдужі до порад, продовжують дослідження.
Раптом мерці, поховані на цвинтарі, виходять з могил і починають полювати на трьох гостей. З'являється також кішка, яка виявляється Луною. Вона спочатку спокушає Ларрі, даруючи йому амулет, який дозволяє ухилятися від нападів зомбі, потім спокушає Вілсона, який, однак, не відмовляється від завершення купівлі острова. Тоді Луна каструє його укусом. Одразу після цього Вілсон, з'їдений зомбі, сам стає зомбі і отримує кулю в голову від Ларрі.
Ларрі та Фіона оточені зомбі, але їм вдається перемогти їх завдяки амулету, після чого вони тікають з острова, але потрапляють до психіатричної лікарні, оскільки ніхто не вірить їхній історії.

## Культові сцени
У фільмі є дві культові сцени: вихолощення шляхом укусу після мінету Лаури Ґемсер Марка Шенона та дівчина, яка відкорковує пляшку за допомогою своїх вагінальних м’язів. Як пізніше показав сам Масачезі, пляшка насправді вже була відкоркована та наповнена бікарбонатом.

## Акторський склад
- Лаура Ґемсер — Луна
- Джордж Істмен — Ларрі О'Гара
- Дірче Фунарі — Фіона
- Марк Шеннон — Джон Вілсон
- Люсія Рамірес — Ліз (в титрах не указана)

## Виробництво
«Еротичні ночі живих мерців» знімали одночасно з порно-голокостом у Санто-Домінго з тим же акторським складом. В обох фільмах йдеться про групу іноземців, які знаходять острів, займаються сексом, а потім їх вбивають одного за іншим.

## Реліз

### Театральна версія
«Еротичні ночі живих мерців» вийшли у 1980 році і не мали великого успіху. Як зауважив Д'Амато в одному з інтерв'ю, фільм «...зазнав цілковитого фіаско. Я намагався змішати два моїх улюблених жанри, більше прагнучи до еротичної сторони в цьому випадку, але фільм був відкинутий публікою».

### Домашні медіа
15 червня 2018 року фільм був випущений на blu-ray компанією Code Red DVD у англійській дубльованій хардкорній версії.

## Відгуки
У 2005 році Луї Поль у розділі, присвяченому Д'Амато, написав, що фільм «є чистим кінематографічним хоррор-трешем, але, проте, його можна дивитися. В історії італійського фільму жахів немає такого повнометражного фільму».
У 2011 році Денні Шипка, автор книги «Збочене хвилювання: експлуатація кіно в Італії, Іспанії та Франції, 1960—1980», дав негативну рецензію на «Порно-Голокост» і «Еротичні ночі живих мерців», критикуючи акторську гру, сцени з кров'ю та сцени сексу заявив, що злиття «жорстокого сексу та надзвичайного насильства викликає занепокоєння». Книга «Фільми про зомбі: повний посібник» описує фільм як «один із найгірших, якщо не найгірший італійський фільм про зомбі, коли-небудь створений».
У відгуку 2024 року на повідомляється: «Більшість сексу в «Еротичних ночах живих мерців» обмежується першою половиною фільму і не відповідає назві, будучи настільки ж рішуче нееротичним, як і більшість секс-фільмів Д'Амато. Секс млявий і позбавлений уяви як у виконанні, так і на екрані, і на відміну від «Порно Голокосту», який доклав більше зусиль і поєднав порно і жахи, тут Д'Амато добре розмежовує ці два елементи. Виконавець головної ролі і постійний партнер Д'Амато Істмен (який також написав халтурний сценарій) не бажав навіть знімати штани під час сексуальних сцен, вважаючи за краще залишити жорстку справу Шеннон... У сексуальних сценах немає ніякої пристрасті, просто злегка знуджені актори роблять те, що потрібно, щоб заробити свої чеки на зарплату, а синтезатори Марчелло Джомбіні вішають локшину на саундтрек, зрештою, схиляючись до м'якої форми євро-джазового фанку».